# Spellemannprisen 2005
Der Spellemannpris 2005 war die 34. Ausgabe des norwegischen Musikpreises Spellemannprisen. Die Nominierungen berücksichtigten Veröffentlichungen des Musikjahres 2005. Die Verleihung der Preise fand am 28. Januar 2006 statt. In der Kategorie „Årets Spellemann“ wurde Madrugada ausgezeichnet, den Ehrenpreis („Hedersprisen“) erhielt Terje Rypdal.

## Verleihung
Die Verleihung fand am 28. Januar 2006 im Chateau Neuf in Oslo statt. Die Veranstaltung wurde von TV 2 ausgestrahlt. Die Verleihung wurde im TV 2 von 797.000 Personen verfolgt, was der höchsten Zuschauerzahl seit 1998 entsprach. Die Nominierungen wurden Anfang Januar 2006 veröffentlicht.

## Gewinner
| Kategorie                                      | Gewinner                                       | Werk                               |
| ---------------------------------------------- | ---------------------------------------------- | ---------------------------------- |
| Barneplater (Kinderplatten)                    | Geirr Lystrup                                  | Sangen om Yebo                     |
| Blues                                          | Kåre Virud band                                | Ild og vann                        |
| Bransjepris 1 (Branchenpreis 1)                | Jan Paulsen                                    | –                                  |
| Bransjepris 2 (Branchenpreis 2)                | Sæmund Fiskvik                                 | –                                  |
| Country                                        | The Respatexans                                | Shine on                           |
| Danseorkester (Tanzorchester)                  | Ole Ivars                                      | Vi tar det tel manda'n             |
| Elektronika                                    | Alog                                           | Miniatures                         |
| Folkemusikk/Gammaldans (Volksmusik/Gammaldans) | Sigrid Moldestad, Einar Mjølsnes, Håkon Høgemo | Gamaltnymalt                       |
| Hederspris (Ehrenpreis)                        | Terje Rypdal                                   | –                                  |
| Hip-Hop/RnB                                    | Paperboys                                      | When worlds collide                |
| Jazz                                           | Hans Mathisen                                  | Quiet songs                        |
| Klassisk musikk (klassische Musik)             | Leif Ove Andsnes                               | Rachmaninov, piano concertos 1 & 2 |
| Kvinnelig Artist (Künstlerin)                  | Ane Brun                                       | A temporary dive                   |
| Mannlig Artist (Künstler)                      | Robert Post                                    | Robert Post                        |
| Metal                                          | Audrey Horne                                   | No hay banda                       |
| Musikkvideo (Musikvideo)                       | Robert Post                                    | Got none                           |
| Popgruppe                                      | Röyksopp                                       | The understanding                  |
| Rock                                           | Madrugada                                      | The deep end                       |
| Samtidsmusikk (zeitgenössische Musik)          | Nils Henrik Asheim                             | 19 march 2004, Oslo Cathedral      |
| Viser (Weisen)                                 | Vamp                                           | Siste stikk                        |
| Åpen Klasse (Offene Klasse)                    | Nils Petter Molvær                             | Er                                 |
| Årets Hit (Hit des Jahres)                     | Madrugada, Ane Brun                            | Lift me                            |
| Årets Nykommer (Newcomer des Jahres)           | Marthe Valle                                   | It's a bag of candy                |
| Årets Spellemann (Spellemann des Jahres)       | Madrugada                                      | –                                  |

## Nominierte
Barneplater
- verschiedene Künstler: Elias den lille redningsskøyta
- Geirr Lystrup: Sangen om Yebo
- Jannike Kruse, Forsvarets musikkorps Trøndelag: Kjente, kjære og noen glemte barnesanger

Blues
- Kåre Virud band: Ild og vann
- Ronnie Jacobsen: Soulfield
- Vidar Busk: Starfish country

Country
- Elisabeth Andreassen: Short stories
- Sergeant Petter: Monkey tonk matters
- The Respatexans: Shine on

Danseorkester
- Anne Nørdsti: Bonderomantikk
- Lasse Johansens Orkester: Hematt att
- Ole Ivars: Vi tar det tel manda'n

Elektronika
- Alog: Miniatures
- Datarock: Datarock Datarock
- Toy: Toy

Folkemusikk/Gammaldans
- Nordafjells: General
- Sigrid Moldestad, Einar Mjølsnes, Håkon Høgemo: Gamaltnymalt
- Tom Willy Rustad: Fiolsteinen

Hip-Hop/RnB
- Cast: Problembarn
- Paperboys: When worlds collide
- Tommy Tee: Tommy tycker om mej

Jazz
- Hans Mathisen: Quiet songs
- Jimmy Rosenberg, Stian Carstensen: Rose room
- Karin Krog, Bergen Big Band: Seagull
- Sigurd Køhn kvartett: This place
- Solveig Slettahjell Slow Motion Quintet: Pixiedust

Klassisk musikk
- Bergen Philharmonic Orchestra, Ole Kristian Ruud: Edvard Grieg: Peer Gynt
- Einar Steen-Nøkleberg, Terje Mikkelsen, Trondheim symfoniorkester: Thomas Tellefsen complete piano concertos
- Håkon Austbø: Debussy, complete works for piano solo, Vol II
- Leif Ove Andsnes: Rachmaninov, piano concertos 1 & 2

Kvinnelig Artist
- Ane Brun: A temporary dive
- Lene Marlin: Lost in a moment
- Maria Mena: Apparently unaffected
- Marthe Valle: It's a bag of candy
- Simone: Last days and nights

Mannlig artist
- Alejandro Fuentes: Diamonds and pearls
- Magnet: The torniquet
- Robert Post: Robert Post
- Sofian: This is Sofian

Metal
- Audrey Horne: No hay banda
- El Caco: The search
- Extol: Blueprint
- Stonegard: Arrows

Musikkvideo
- Animal Alpha: Bundy
- Maria Mena: Miss you love
- Ravi & DJ Løv: E-ordet
- Robert Post: Got none
- Röyksopp: What else is there

Popgruppe
- Jim Stärk: Jim Stärk
- Ravi & DJ Løv: Den nye arbæidsdagn
- Röyksopp: The understanding

Rock
- Big Bang: Poetic terrorism
- JR Ewing: Maelstrom
- Madrugada: The deep end
- My Midnight Creeps: My Midnight Creeps
- Serena-Maneesh: Serena-Maneesh

Samtidsmusikk
- Cikada String Quartet: Saariaho cage maderna
- Nils Henrik Asheim: 19 march 2004, Oslo Cathedral
- Sigyn Fossnes, Einar Henning Smedbye: Tightrope walker

Viser
- verschiedene Künstler: En hildringstime
- Kari Bremnes: Over en by
- Vamp: Siste stikk
- Øystein Sunde: Sånn er'e bare

Åpen Klasse
- Arild Andersen Group: Electra
- Beady Belle: Closer
- Jaga Jazzist: What we must
- Nils Petter Molvær: Er
- Shining: In the kingdom of kitch you will be a monster

Årets Hit
- Alejandro Fuentes: Stars
- Kurt Nilsen: Never easy
- Madrugada, Ane Brun: Lift me
- Maria Mena: Miss you love
- Ravi & DJ Løv: Tsjeriåu me de Månråus

Årets Nykommer
- Animal Alpha: Pheromones
- Audrey Horne: No hay banda
- Draumir: Draumir
- Marthe Valle: It's a bag of candy
- Sofian: This is Sofian